# Szerut Jedi’ot

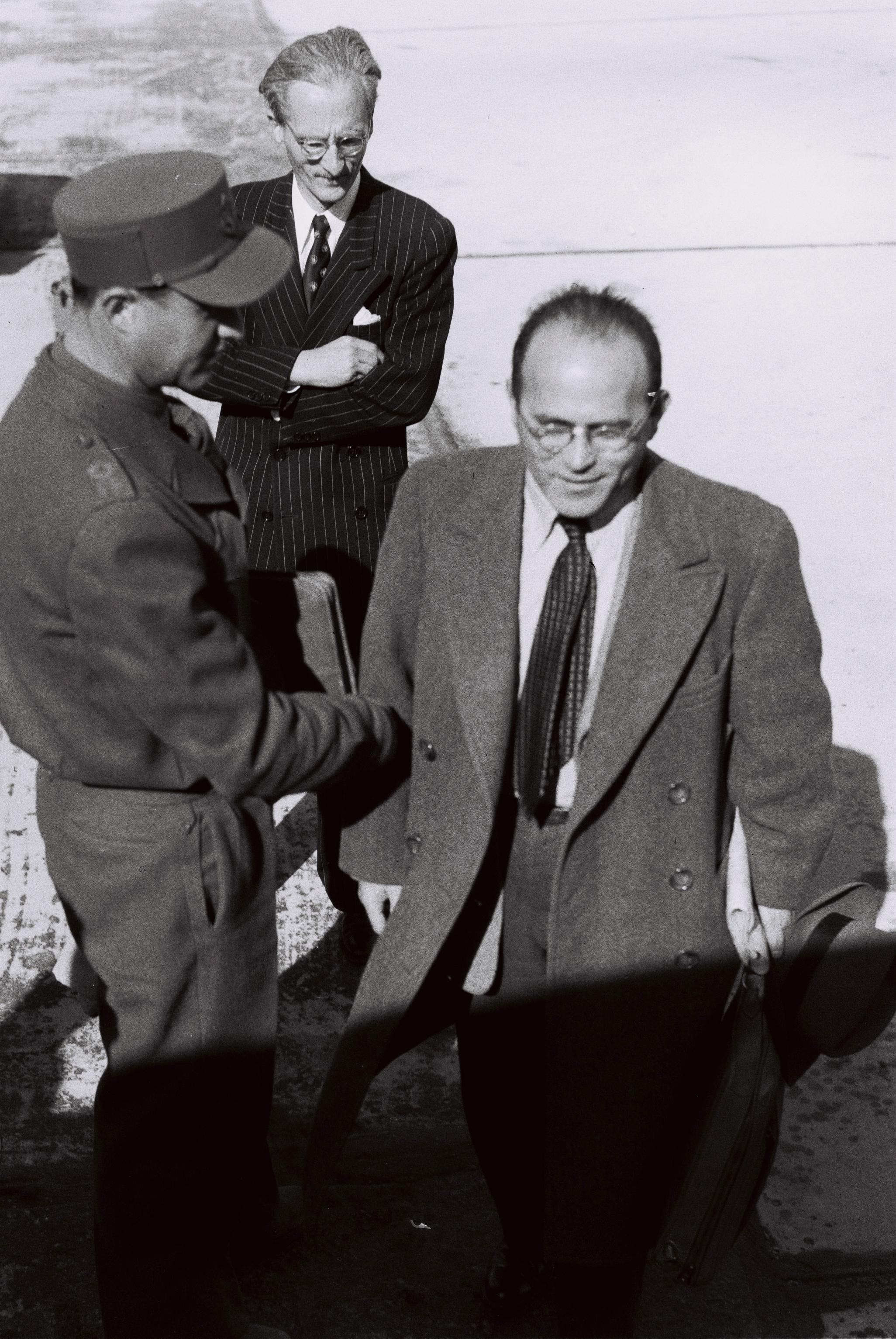
Re’uwen Sziloach, jeden z twórców Szaj

Szerut Jedi’ot (Służba Informacyjna) (hebr.) שירות ידיעות, często występuje pod akronimem (hebr.) ש"י – w polskiej literaturze Szai, poprawna transkrypcja z hebrajskiego Szaj – izraelska służba wywiadowcza, działająca w latach 1934-1948.
Powstała w 1934 jako komórka wywiadu Hagany. Posiadając agentów uplasowanych wśród członków administracji brytyjskiej na terenie Palestyny w casie II wojny światowej odegrała dużą rolę w zabezpieczeniu działań zmierzających do utworzenia państwa Izrael (co napotykało sprzeciw ze strony proarabskich władz brytyjskich, usiłujących m.in. zablokować imigrację Żydów z Europy). 
Spektakularnym sukcesem Szaj było przejęcie Czarnej Księgi, która zawierała informacje pozyskane przez wywiad brytyjski na temat podziemia żydowskiego. Zawartość Księgi była rozpowszechniana w audycjach radiowych nielegalnego radia Hagany w 1946.
Po utworzeniu Amanu i Szin Bet Szaj została rozwiązana.